# Estação Jorge Lins
A Estação Jorge Lins é uma das estações do VLT do Recife, situada em Jaboatão dos Guararapes, entre a Estação Curado e a Estação Marcos Freire.
Foi inaugurada em 1999.